# عداد سيارة الأجرة

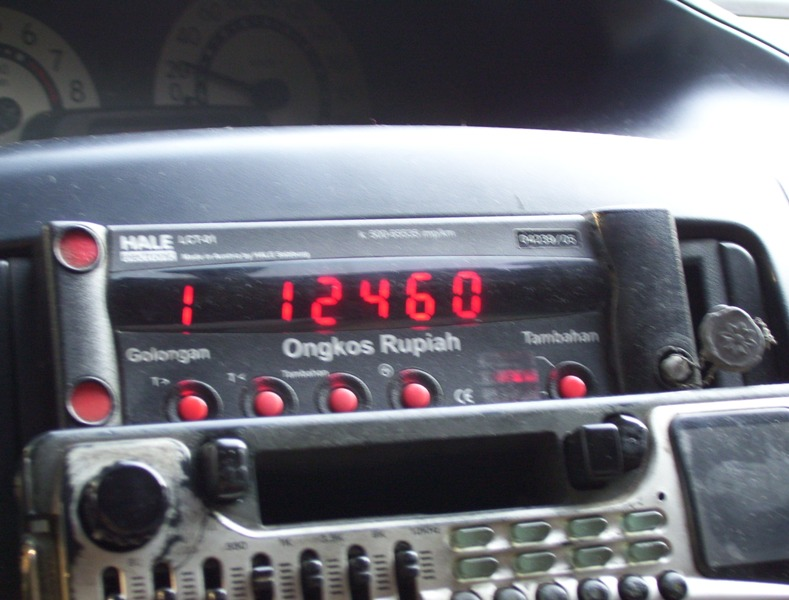
عداد التاكسي الإندونيسي

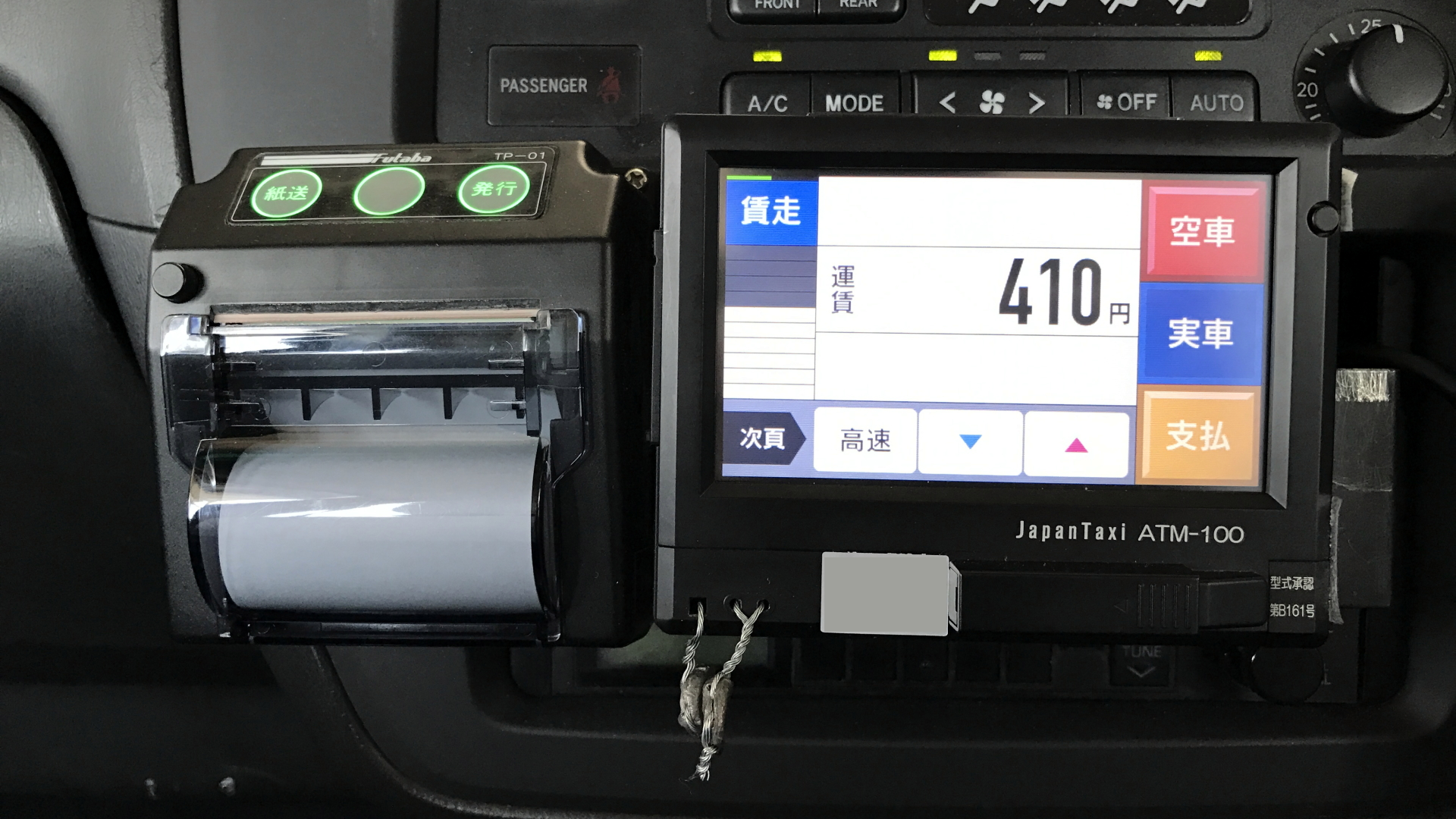
عداد التاكسي الياباني

عداد التاكسي، أوعداد الأجرة- هو عبارة عن جهاز ميكانيكي، أو إلكتروني يتم تركيبه في سيارات الأجرة، وعربات الريكشا الآلية أو ما يسمى توك توك ، والذي يحسب أجرة الركاب على أساس الجمع بين المسافة المقطوعة ووقت الانتظار، وهذا العدادمجاز أيضًا للسيارات المستأجرة التي نستخدمها.

## تاريخ

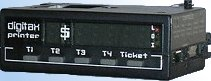
عداد التاكسي الأرجنتيني "طابعة رقمية" في وضع "Libre" (متوفر)

يرجع اختراع عداد التاكسي الحديث إلى الألماني فريدريش فيلهلم جوستاف برون في عام 1891م،  وتم تدشين سيارة دايملر فيكتوريا، والتي تعد أول سيارة أجرة في العالم مجهزة بعداد (وتعمل بالبنزين)، وذلك من قبل الألماني جوتليب دايملر في عام 1897م.
عدادات التاكسي، كانت في الأصل ميكانيكية، ويتم تركيبها خارج كابينة سيارة الأجرة، وتحديدًا فوق العجلة الأمامية في جانب السائق. ولكن سرعان ما تم نقل العدادات من خارج السيارة إلى داخلها، وفي الثمانينيات من القرن العشرين، ظهرت العدادات الإلكترونية، الأمر الذي ساعد في التخلص من صوت نقرة آلية توقيت العداد المألوف في السابق.
في بعض الأماكن، تعرض سيارات الأجرة لافتة صغيرة مضيئة تشير إلى ما إذا كانت غير مشغولة (متوفرة). وتسمى هذه اللافتة، في الأرجنتين "بانديريتا" (علم صغير)، وهو مصطلح مألوف من أيام عدادات التاكسي الميكانيكية، حيث كان يتم رفع علم صغير لتشغيل الآلية. ويتم إخفاء العلم في بداية الرحلة، ونقله إلى الموضع المرئي في نهايتها.
ومن ناحية أخرى، قامت شركة وورلد موتو بتطوير أول عداد أجرة محمول في العالم للدراجات النارية وسيارات الركوب ذات العجلتين، والذي وصفته مجلة فاست كومباني بأنه "أول ابتكار حقيقي لعداد الأجرة في 100عام".

## ثابت k
عبارة عن ثابت، يتم التعبير عنه بنبضات لكل كيلومتر، والذي يمثل عدد النبضات التي يجب أن يستقبلها عداد التاكسي للإشارة بشكل صحيح إلى المسافة المقطوعة، وهي واحد كيلومتر.

## العمل

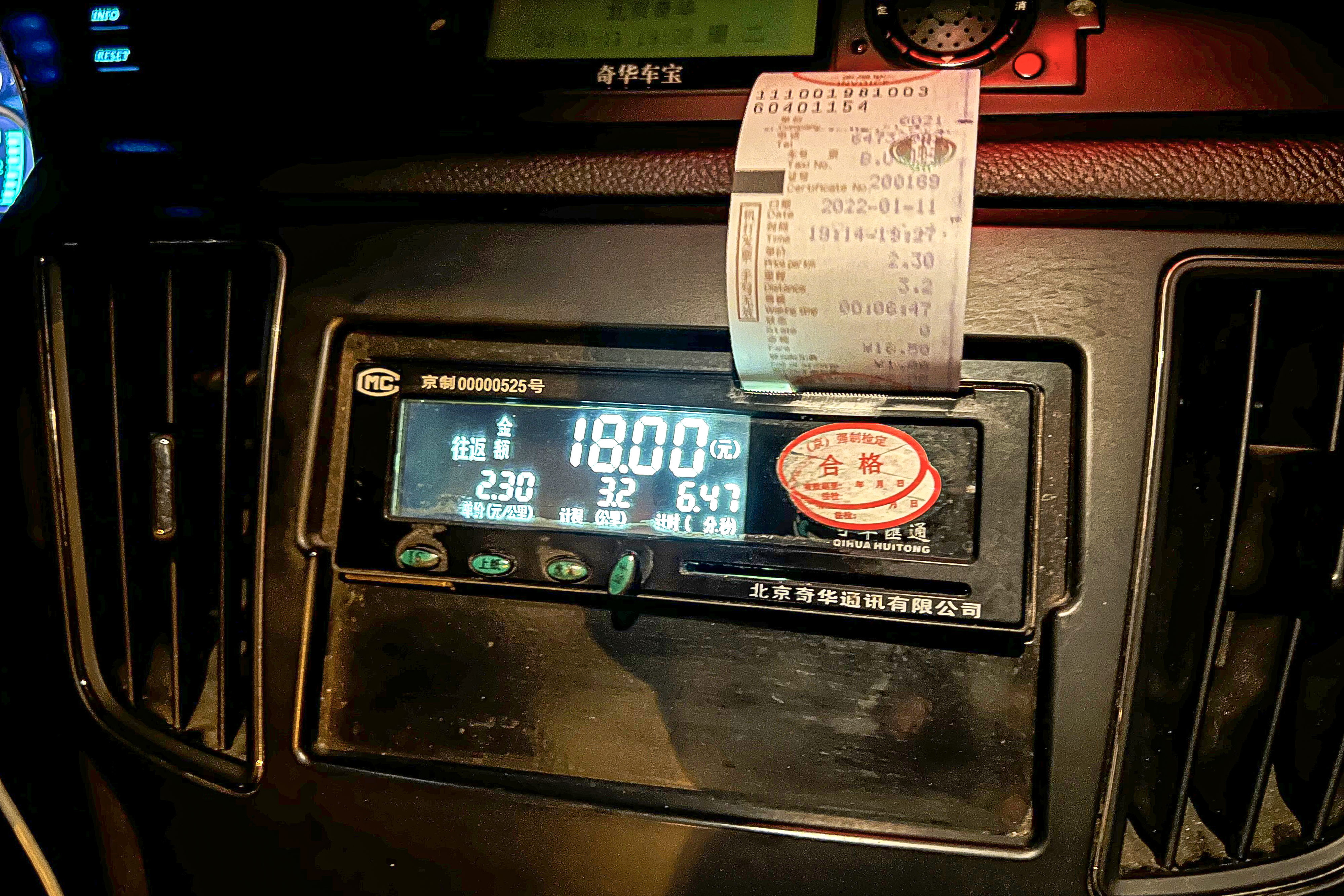

عدادات التاكسي، تتطلب عند عملية تركيبها على سيارات الأجرة، ضبط الثابت k. وأثناء الحركة، تقوم السيارة بتوليد إشارة يتم نقلها إلى عداد التاكسي. وعدد الإشارات المرسلة لكل نسبة ثابتة k ينتج عنها المسافة المقطوعة. ومن خلال قيم التعريفة المثبتة مسبقًا، يتم ضرب بيانات السفر وحساب الأجرة.

## الملحقات والميزات

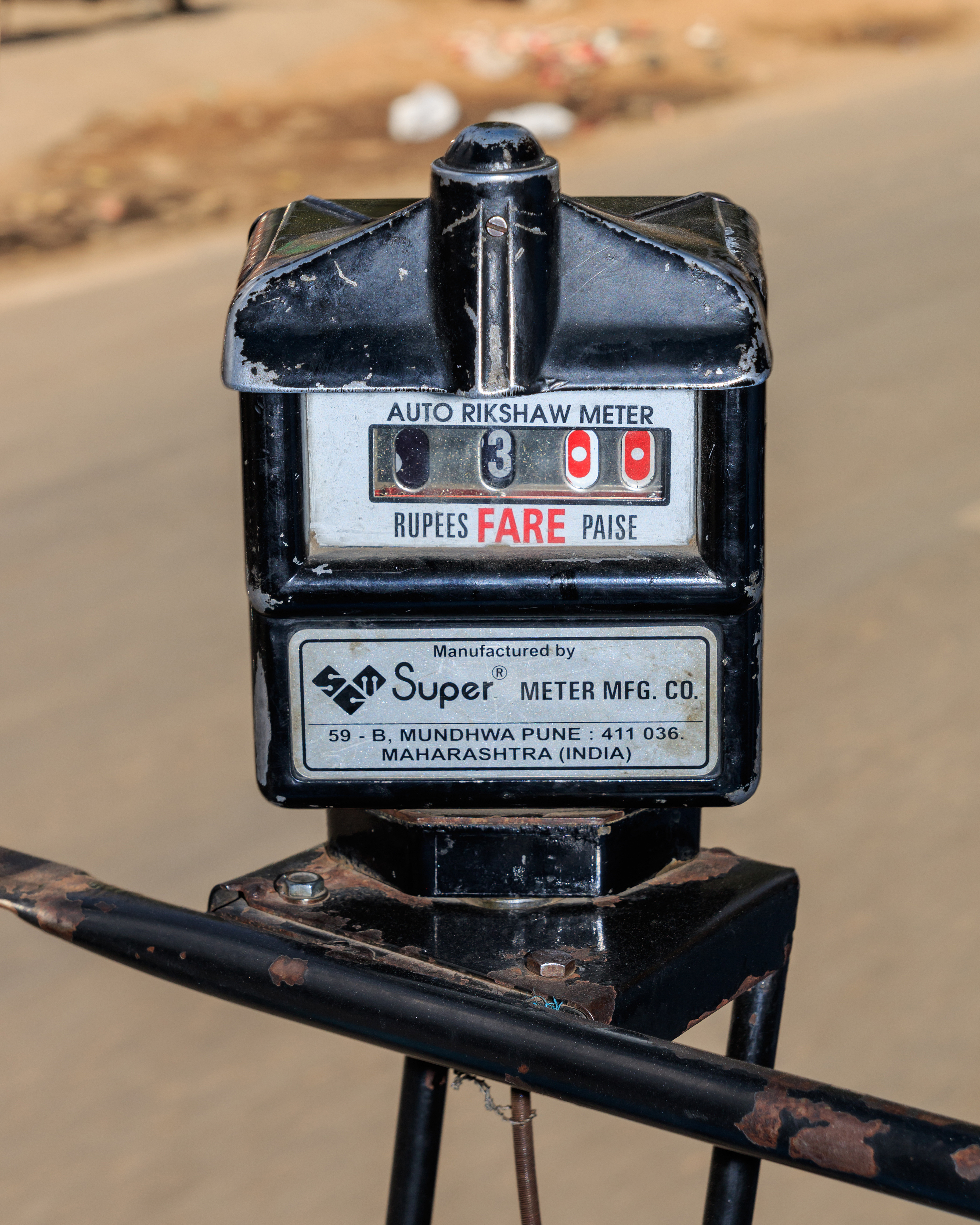
عداد ميكانيكي لسيارات الركشة الآلية في الهند

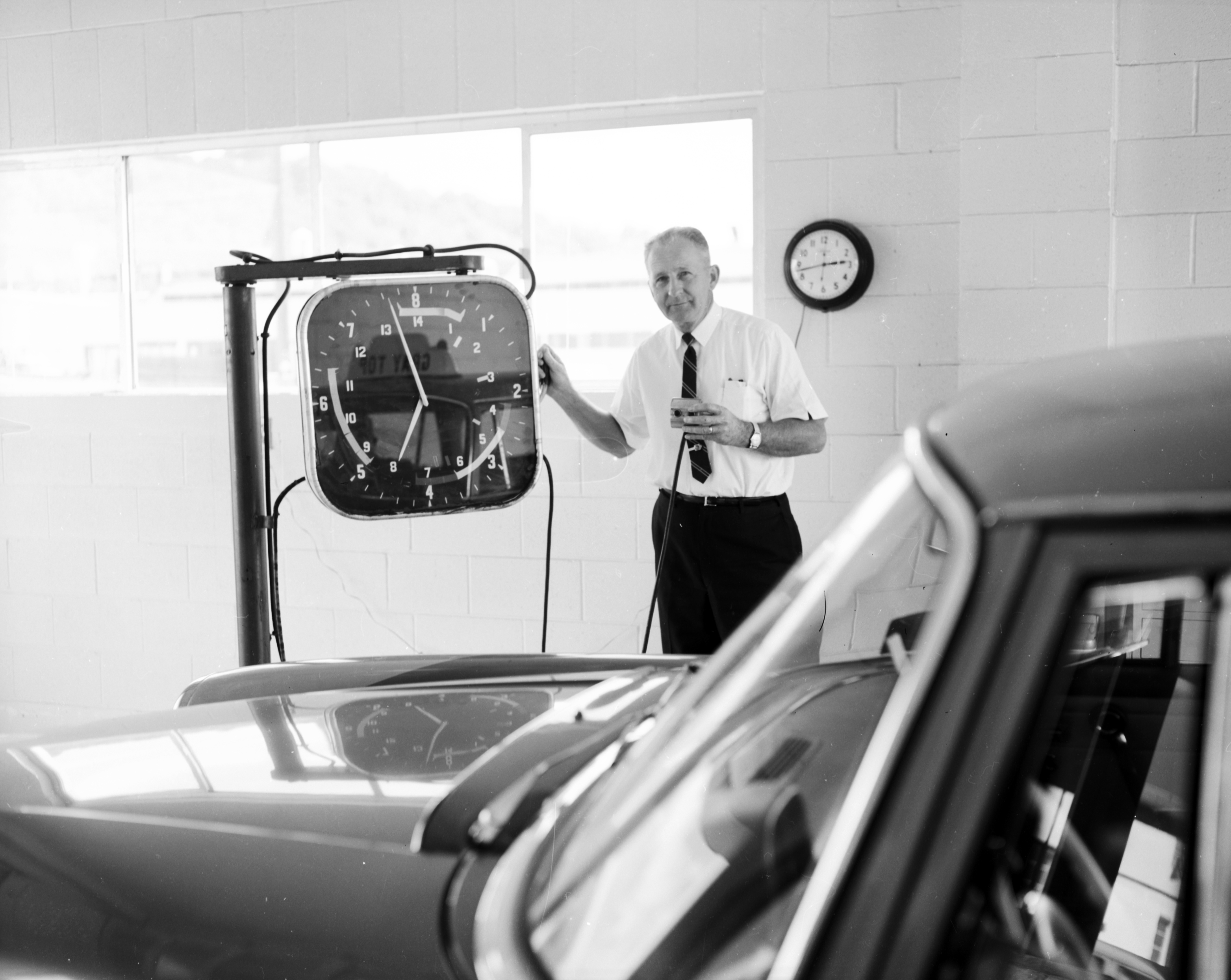
معايرة عداد التاكسي، سياتل، حوالي ستينيات القرن العشرين

عدادات التاكسي يمكن أن تحتوي على العديد من الملحقات، أو تعمل كمكونات في أنظمة الإرسال/التحكم الأكبر. والمزايا التي تتسم بها العدادات تكمن في:
- طابعة التذاكر/الإيصالات.
- السيطرة على الاحتيال والوقاية منه (من جانب المالك أو المشغل)، من خلال إصدار تذاكر التحكم أو مراقبة الكمبيوتر. بالإضافة إلى ذلك، غالبًا ما يتم إغلاق عدادات التاكسي بشكل مرئي بواسطة هيئة الأوزان والمقاييس البلدية بعد التقويم الأولي.
- الاتصالات اللاسلكية، مما يسمح بمراقبة حالة الرحلة من قبل المرسل أو المشرف.
- إرسال مهام الرحلة من خلال أنظمة الراديو أو البيانات.
- التفاعل مع أنظمة تحديد المواقع العالمية (GPS) للمساعدة في الإرسال وتوفير الأمن.
- أجهزة استشعار المقعد التي تستشعر وجود راكب (لمنع سيارة الأجرة من حمل الأجرة دون تفعيل عداد التاكسي).
- دعم بطاقات الائتمان أو الدفع المسبق.
- دعم البلوتوث للتواصل مع الهواتف الذكية أو الأجهزة اللوحية.
- دعم USB للإعداد والتشخيص والاتصال بجهاز كمبيوتر السيارة.

## دورة العمل
أثناء العمل العادي، تتجدد عدادات التاكسي بشكل دوري عبر عدة مراحل متمثلة في:
- مجانًا (أو للإيجار في المملكة المتحدة ): سيارة الأجرة فارغة ومتاحة للإيجار. يتم تشغيل العلامة المضيئة، إذا كانت موجودة.
- مشغول (أو مستأجر): يدخل عداد التاكسي في هذه المرحلة عند بداية الرحلة ويتم إطفاء إشارة "مجاني". وفي هذه المرحلة يتم عرض الأجرة الجارية والتعريفة الحالية. تتضمن المعلومات الإضافية التي يمكن عرضها في هذا الوضع الميزات الإضافية (على سبيل المثال، أرصدة الأمتعة)، والوقت الحالي، والسرعة، وما إلى ذلك.
- للدفع (أو التوقف في المملكة المتحدة ): في نهاية الرحلة، يدخل السائق هذه المرحلة لتحصيل الأجرة، وإجراء التغيير، وطباعة إيصال (اختياري). وقد يومض ضوء السقف الخارجي أيضًا لتنبيه الركاب المحتمل حاجتهم إلى سيارة أجرة، إلى أن السيارة ستكون متاحة قريبًا.

## معرض الصور

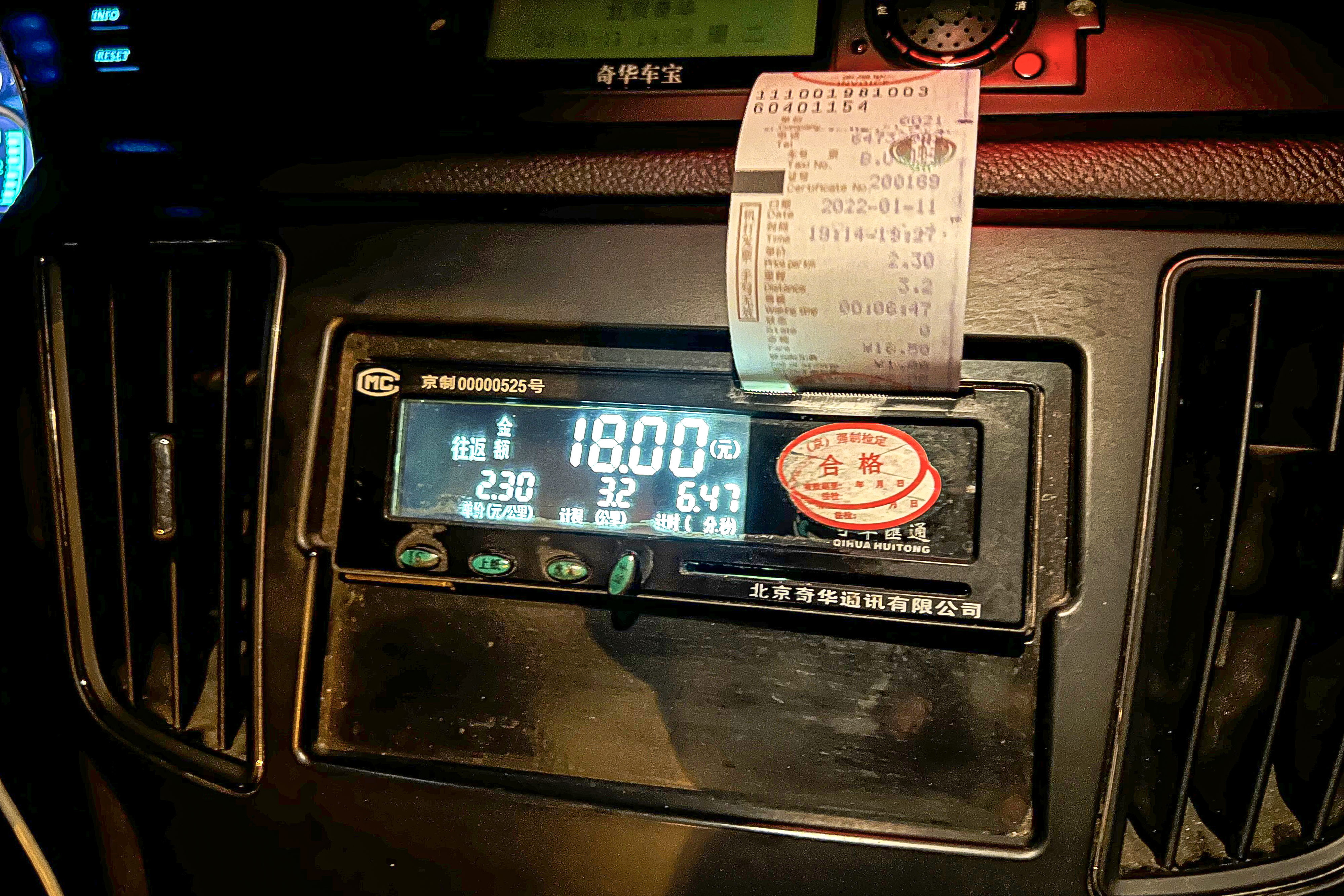
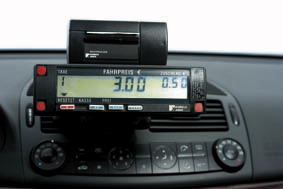
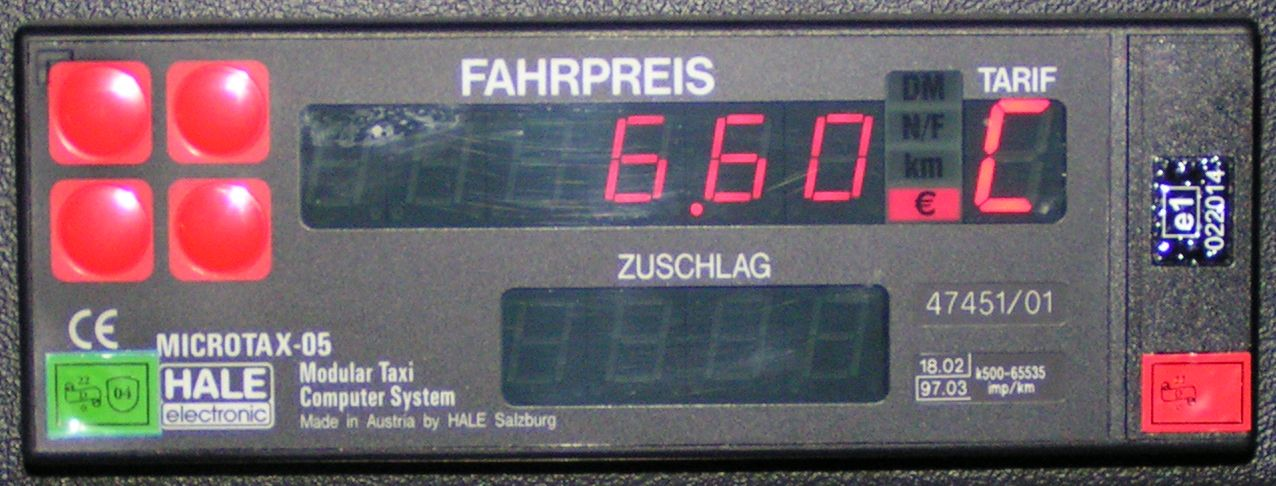
عداد تاكسي
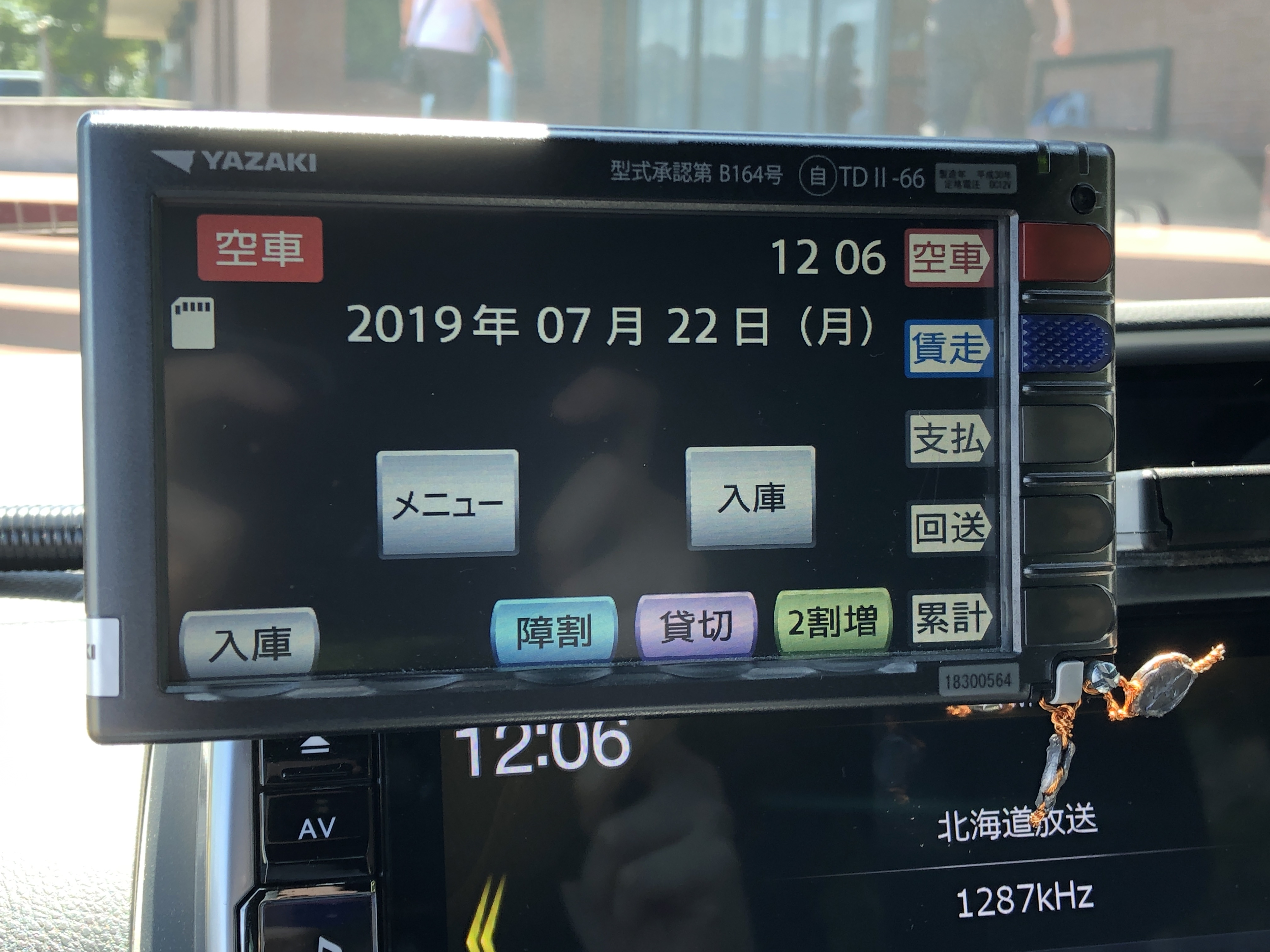
شاشة عداد التاكسي الياباني
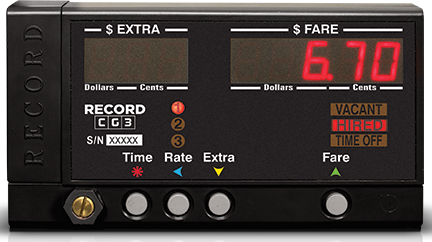
عداد تاكسي أمريكا الشمالية
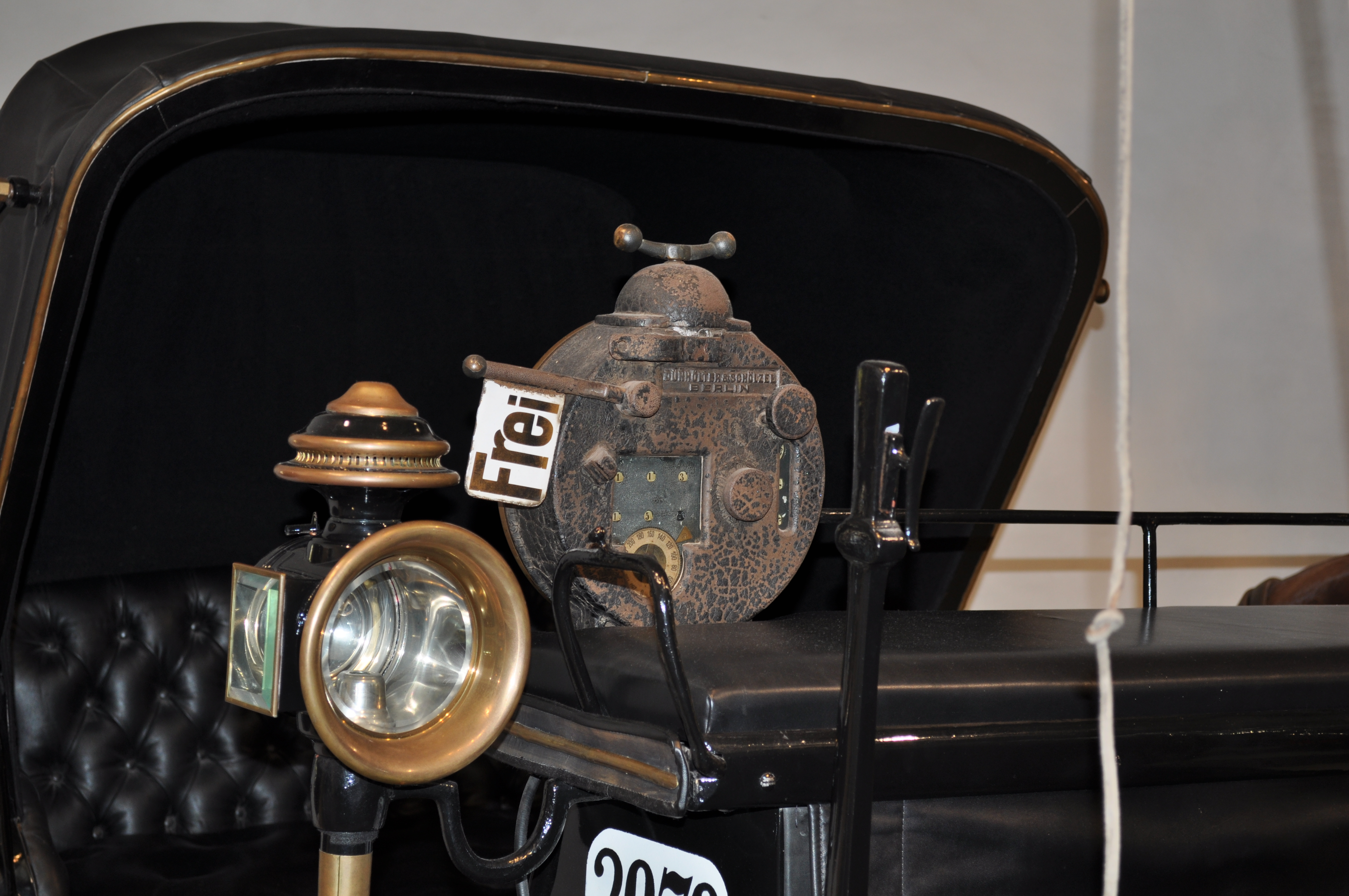
تاريخ عداد التاكسي
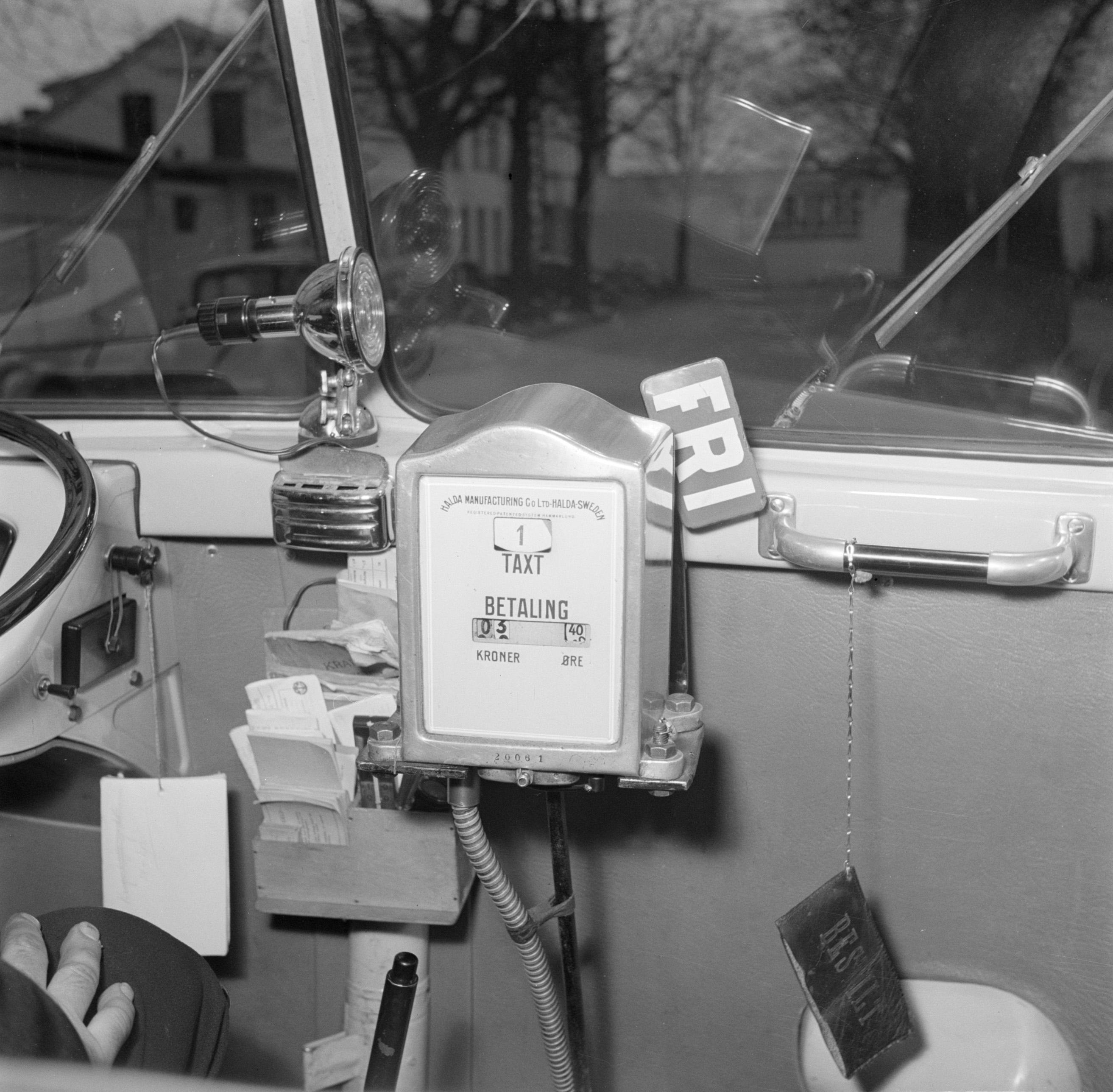
الجزء الداخلي من سيارة أجرة فولكس فاجن مع عداد التاكسي
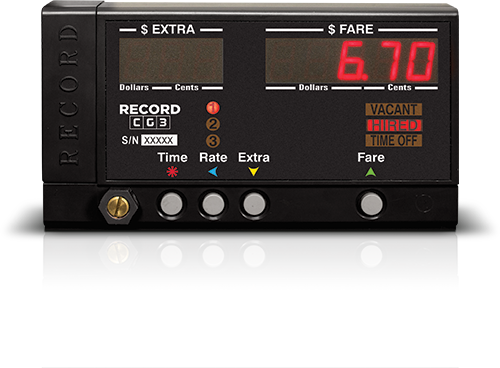
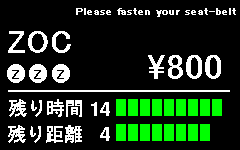
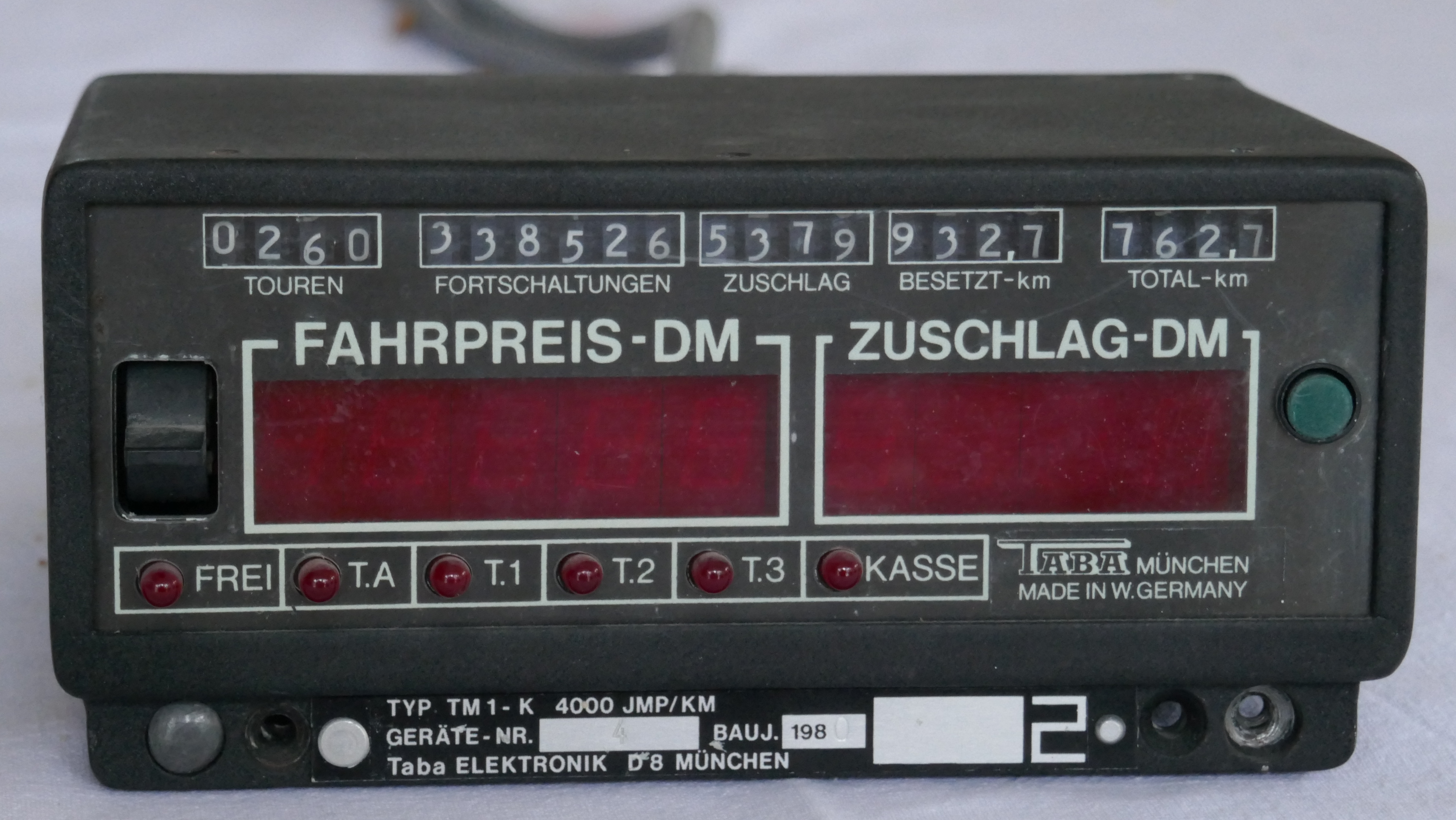
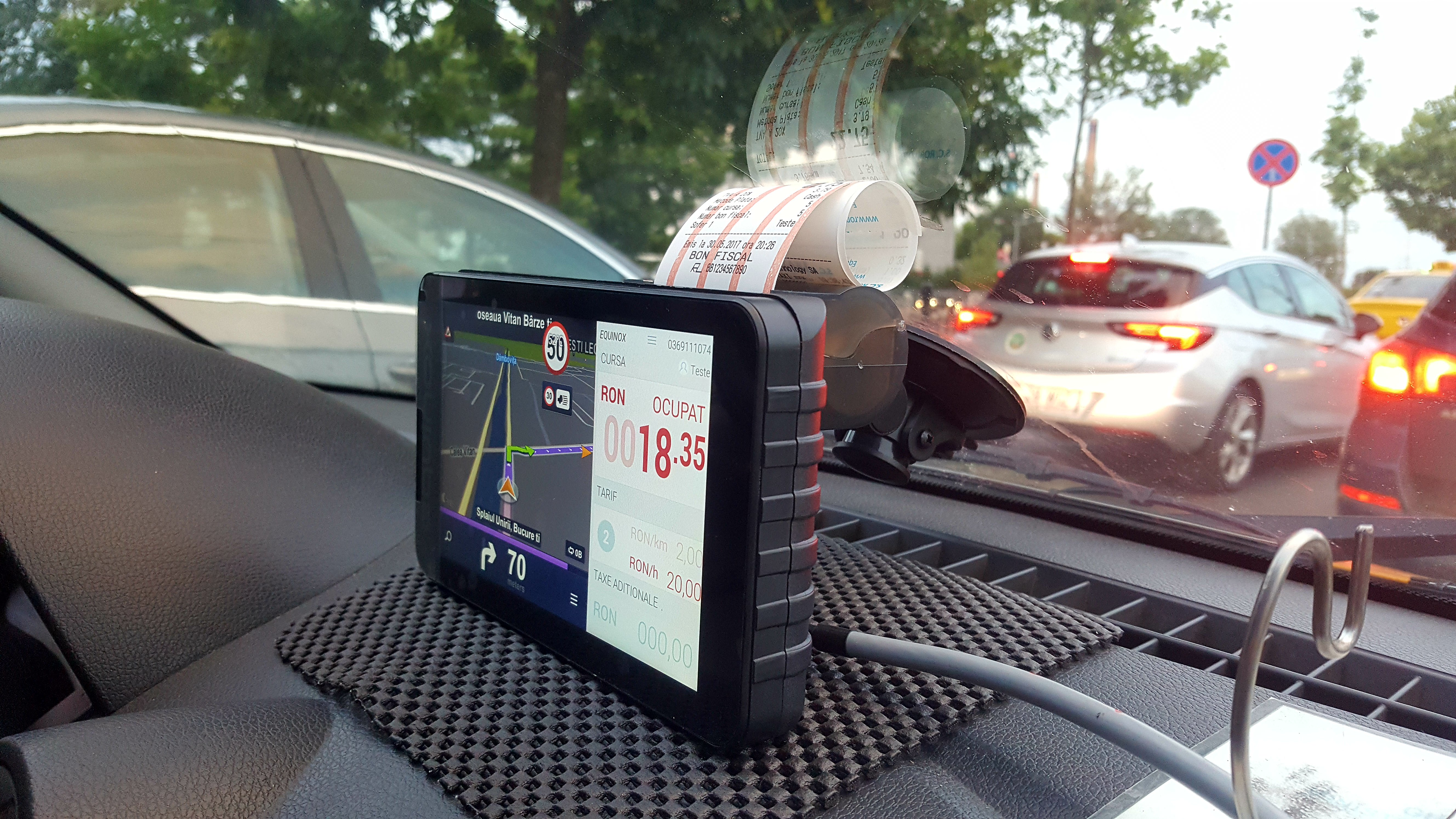
عداد التاكسي اكوي نوكس
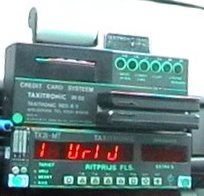
عداد تاكسي شائع
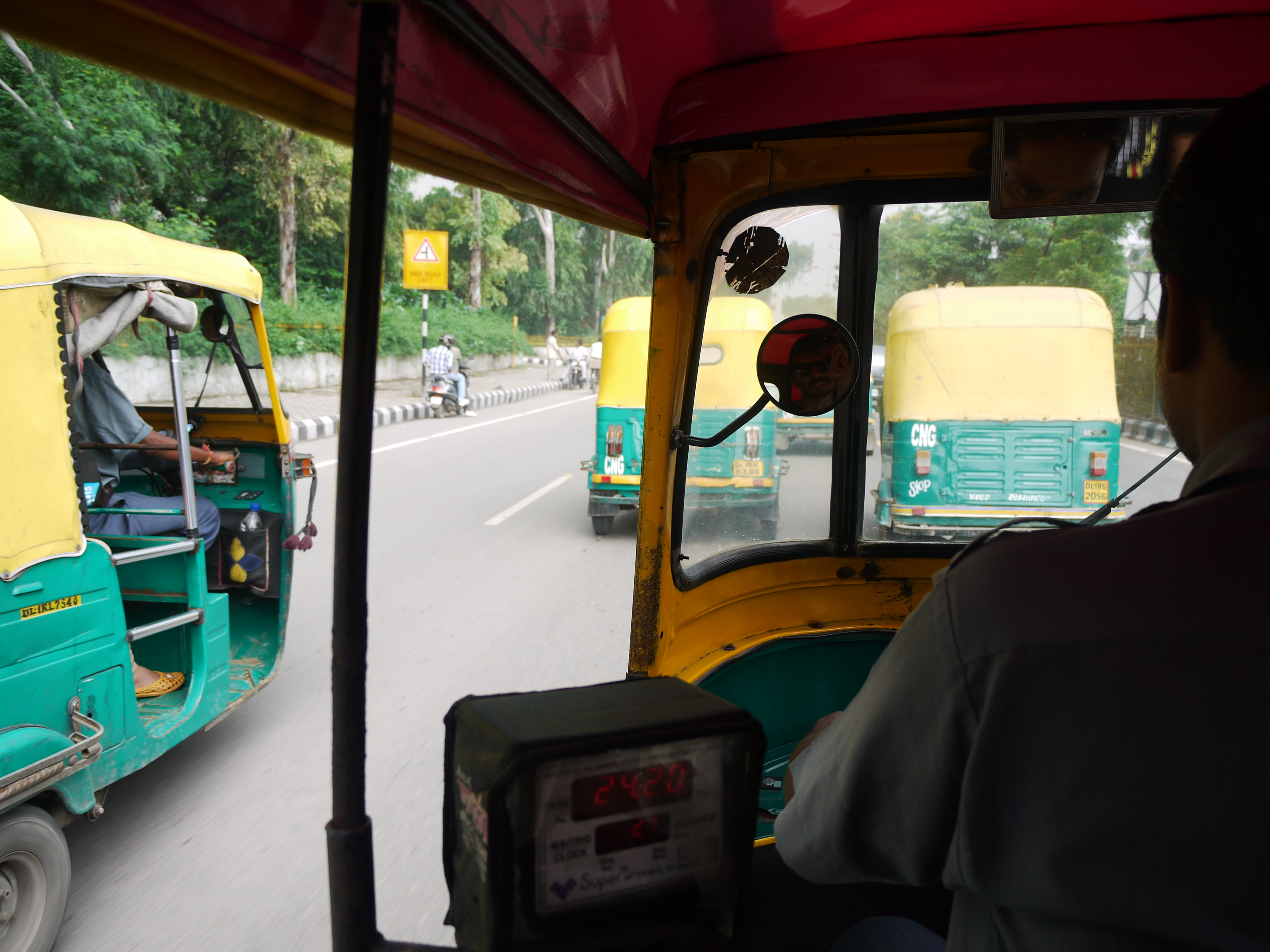
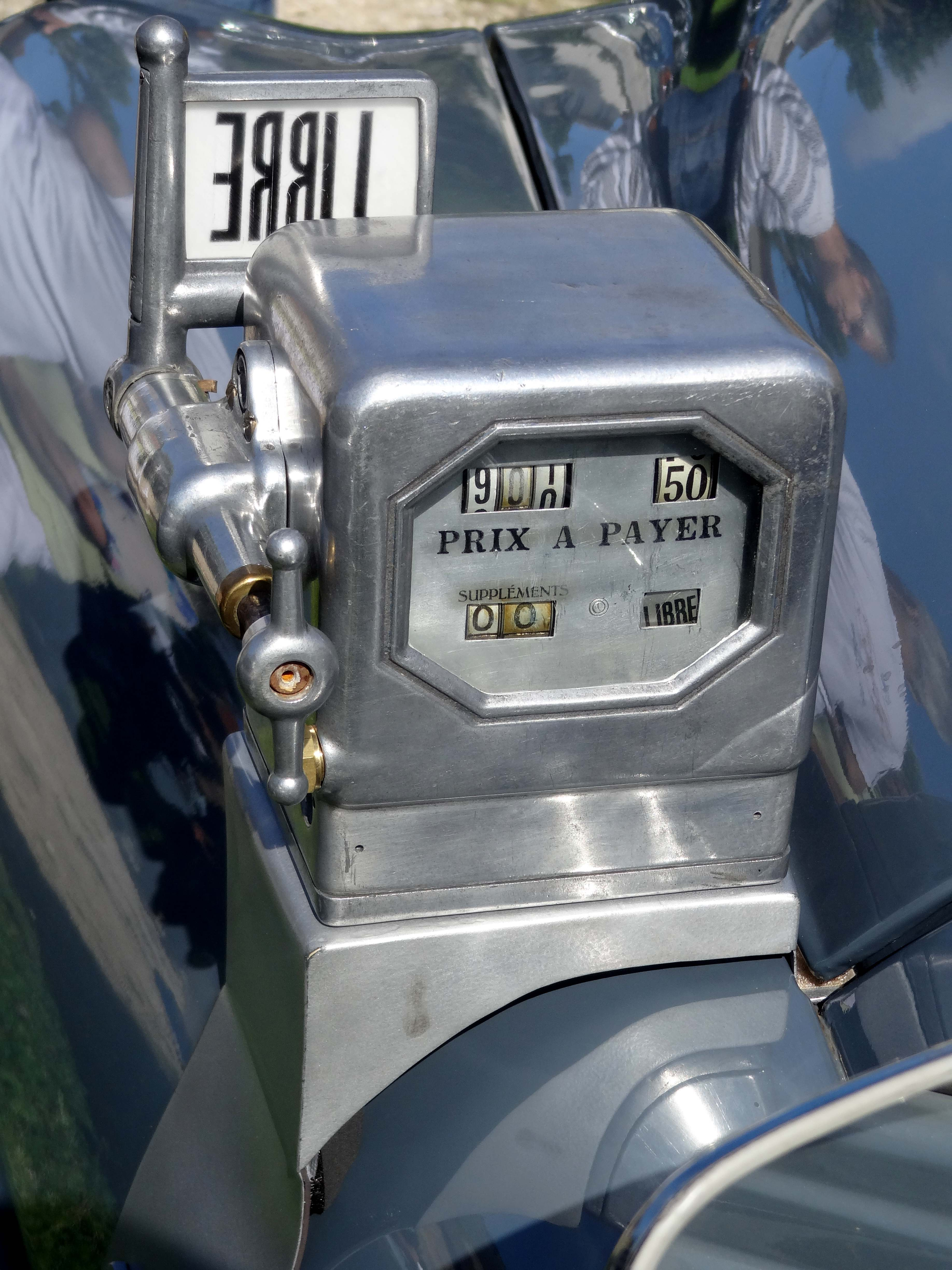
عداد التاكسي النموذجي القديم للتركيب الخارجي
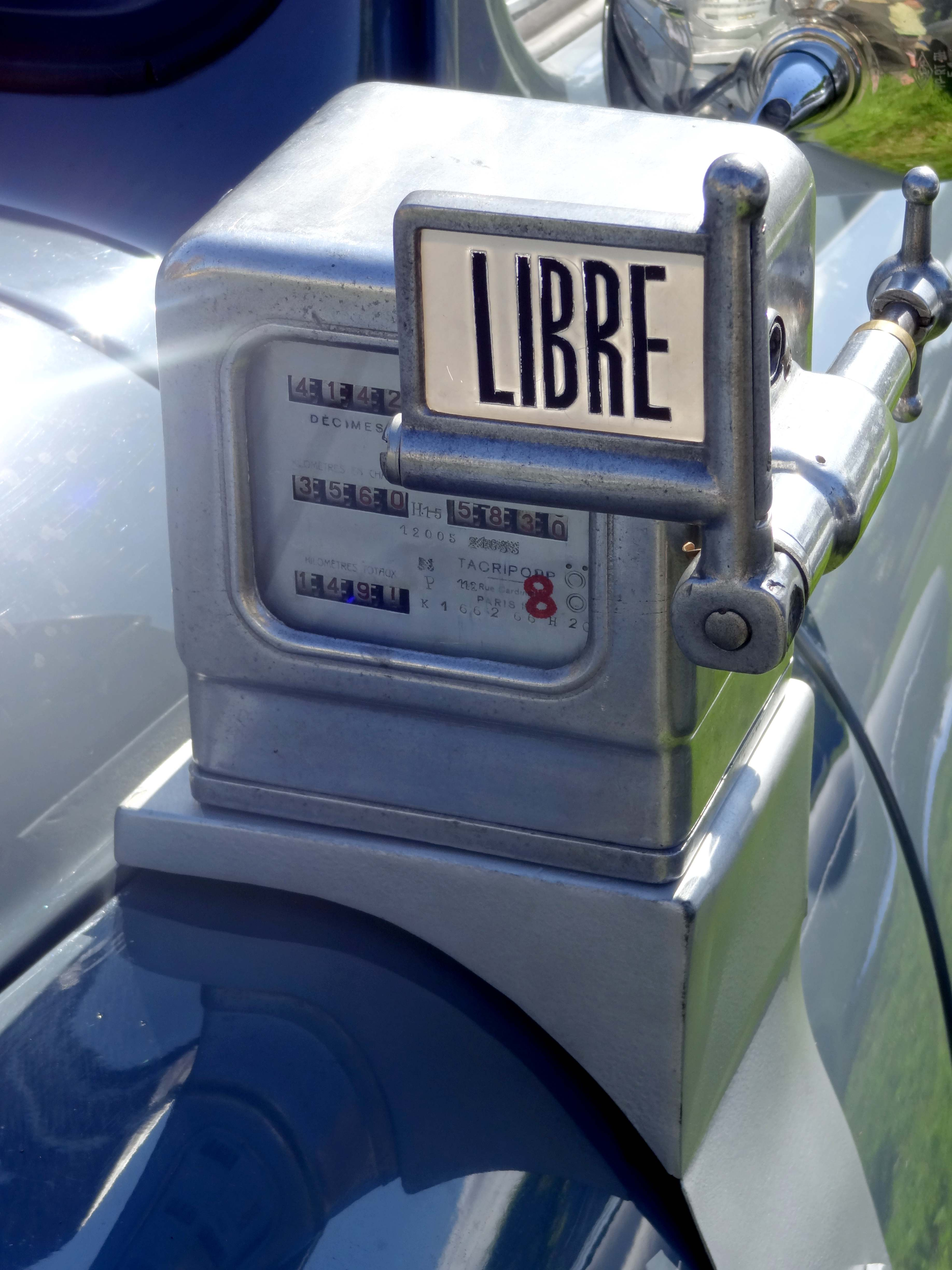
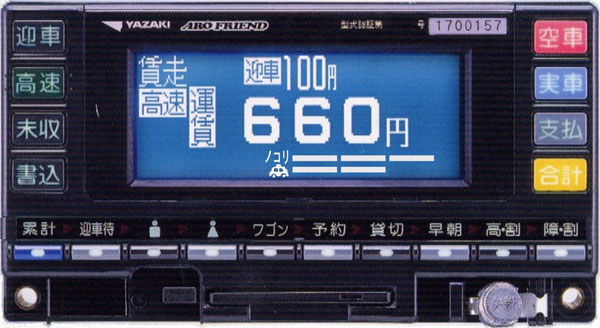
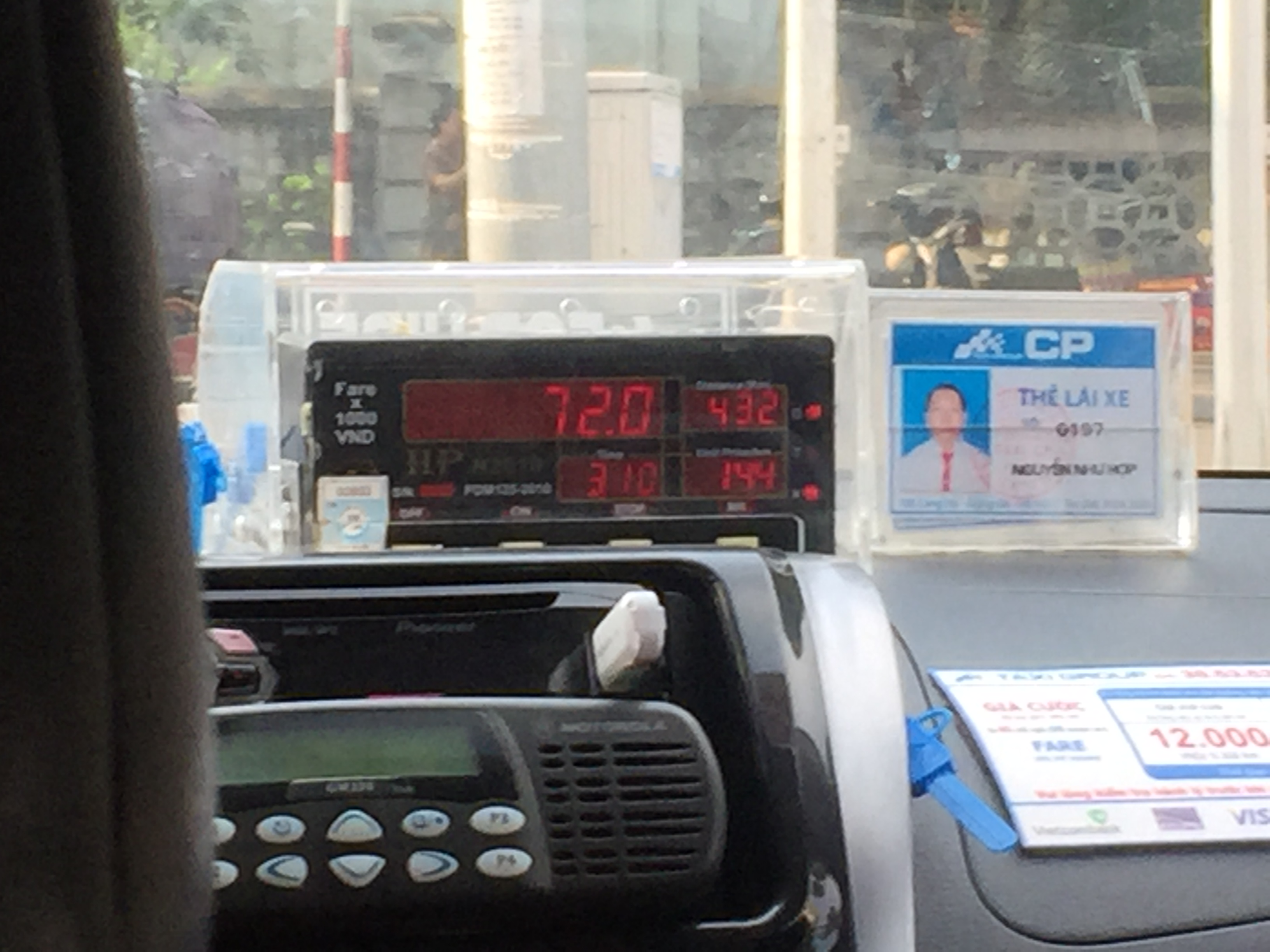
عداد تاكسي فيتنام
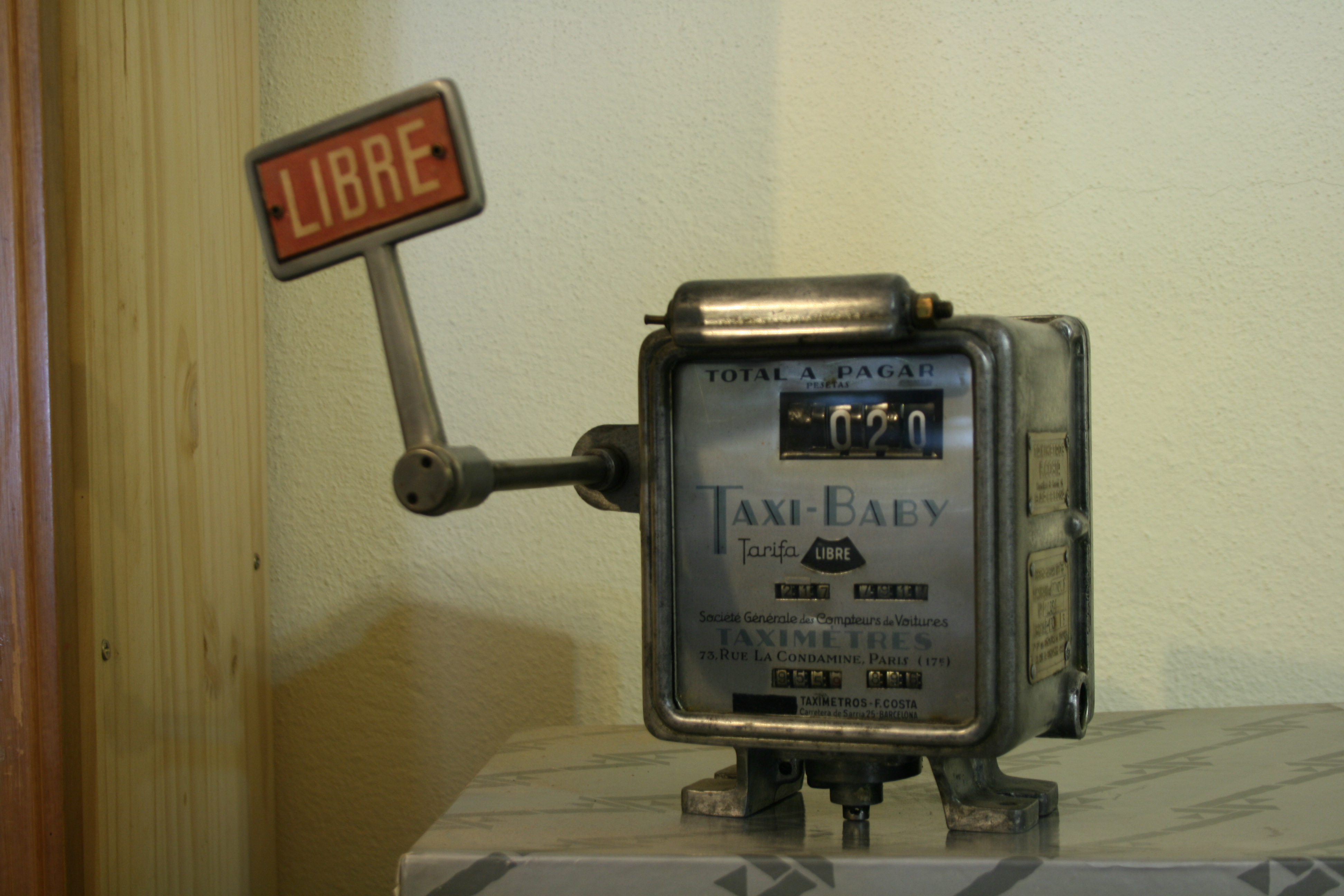
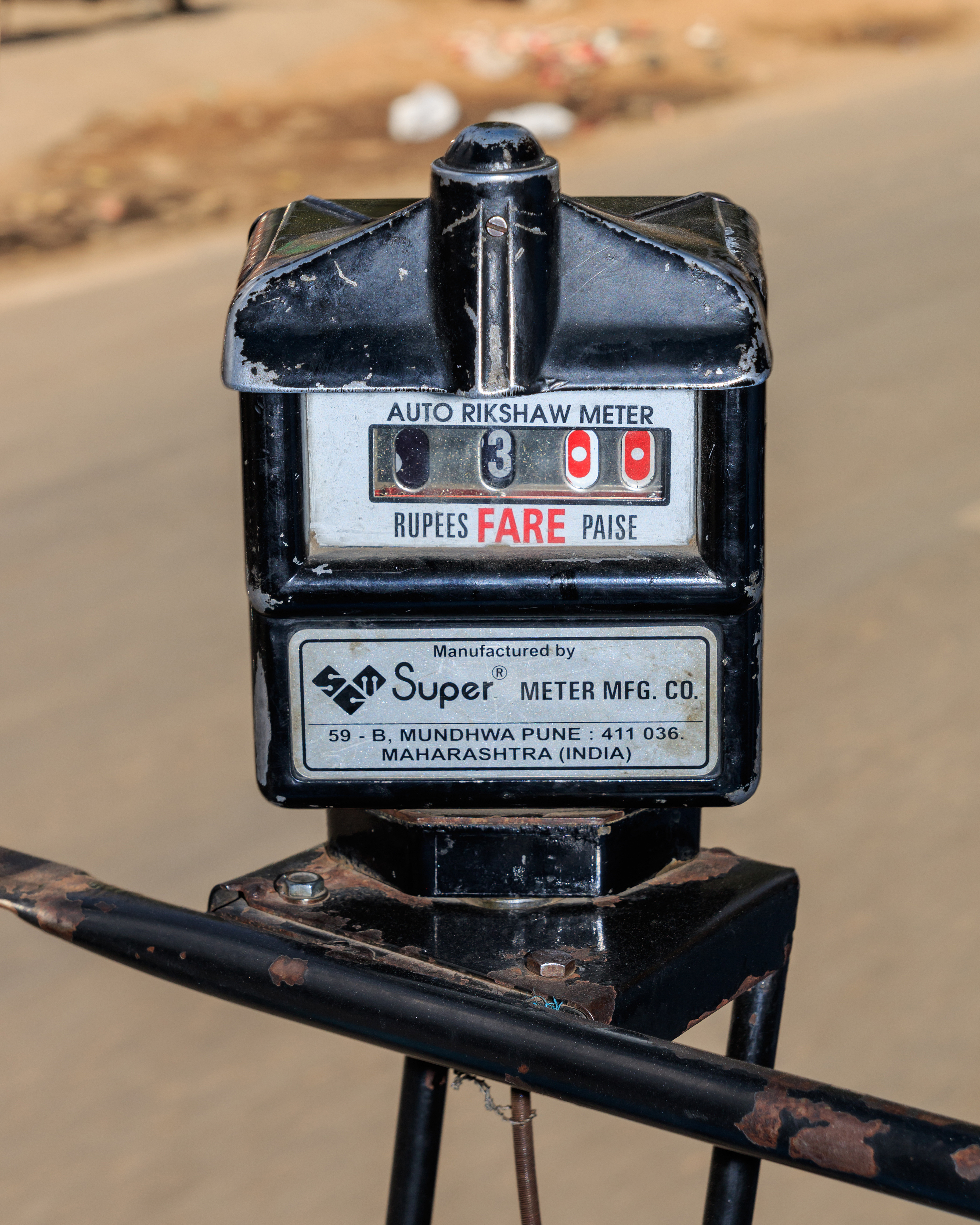
عداد لسيارات التوك توك في الهند